# Johann Georg Anderegg
Johann Georg Anderegg (Winterthur, 8 luglio 1792 – Wattwil, 21 maggio 1856) è stato un imprenditore e politico svizzero.

## Biografia
Figlio dell'imprenditore Tobias Anderegg, frequentò istituti privati a Zurigo e Neuchâtel. Apprendista di commercio nel cotonificio paterno, nel 1826 rilevò l'azienda con suo fratello Friedrich, trasformandola in una delle maggiori aziende cotoniere della regione del Toggenburgo. Trasferitosi a San Gallo, da lì diresse il settore delle vendite. Sposò Karoline Schiess, figlia di Johann Ulrich Schiess, commerciante e alfiere cantonale, di Herisau.
Fu membro della Costituente cantonale di San Gallo nel 1830-1831 e del Gran Consiglio sangallese dal 1831 al 1833 e dal 1835 al 1847. In Consiglio nazionale dal 1848 al 1856, rappresentò il partito dei vecchi liberali. In questo ruolo si batté con successo per ridurre il più possibile i dazi doganali sui beni di prima necessità. Tenente colonnello di cavalleria, si adoperò per una maggiore valorizzazione di quest'arma. Fu spesso chiamato, sia in ambito cantonale sia federale, a dare il suo parere quale esperto di questioni commerciali e militari.